# Richard-Toll
Richard-Toll est une ville du nord-ouest du Sénégal, toute proche de la Mauritanie.

## Histoire

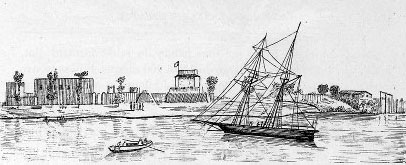
Le fort de Richard-Toll, au confluent du Sénégal et de la Taouey (illustration de Côte occidentale d'Afrique, 1890)

En wolof, le toponyme signifie « le jardin de Richard », du nom d'un botaniste français, Jean Michel Claude Richard, qui, à partir de 1816, a tenté d'y acclimater certaines espèces végétales européennes. Théodore Lecard lui succéda.
La ville a longtemps été un centre administratif colonial. Entre 1822 et 1827, un gouverneur du Sénégal, le baron Jacques François Roger, s'est fait construire un véritable château, habité par la suite par Louis Faidherbe, avant d'être transformé en monastère puis en école. Aujourd'hui en ruines, le bâtiment témoigne encore des ambitions du passé et constitue l'une des curiosités de l'endroit.

## Administration

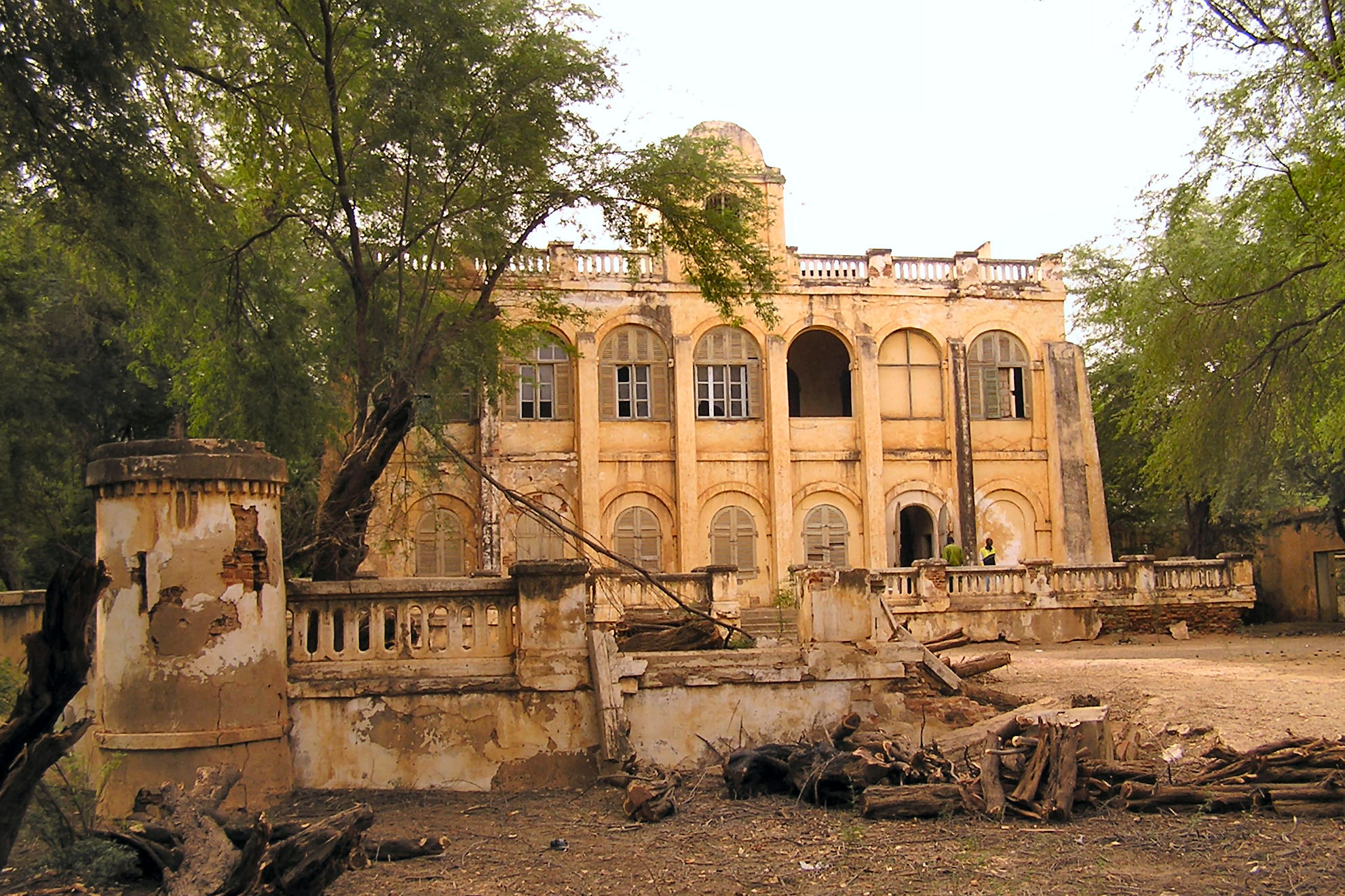
La « folie du baron Roger »

Richard-Toll est une commune du département de Dagana dans la région de Saint-Louis.

## Géographie
Saint-Louis se trouve à 100 km environ, Dakar, la capitale, à 374 km.
Les localités les plus proches sont Keur Madike, Ndiangue, Ksar Chams, Keur Birane Ndiaye, Guidakar, Ndombo Alarba et Ndombo Diop. 

### Physique géologique
Richard-Toll s'est construite sur la rive gauche du fleuve Sénégal. Aujourd'hui elle est entourée de champs de canne à sucre et de rizières, au milieu d'une région globalement plutôt aride.

### Population
Dans les années 1970, Richard-Toll ne comptait que 5 000 habitants, mais le développement de l'industrie sucrière a favorisé son essor.
Lors des recensements de 1988 et 2002, le nombre d'habitants s'élevait respectivement à 29 611 et 42 621.
En 2007, selon les estimations officielles, la population serait de 48 968 personnes.

### Économie

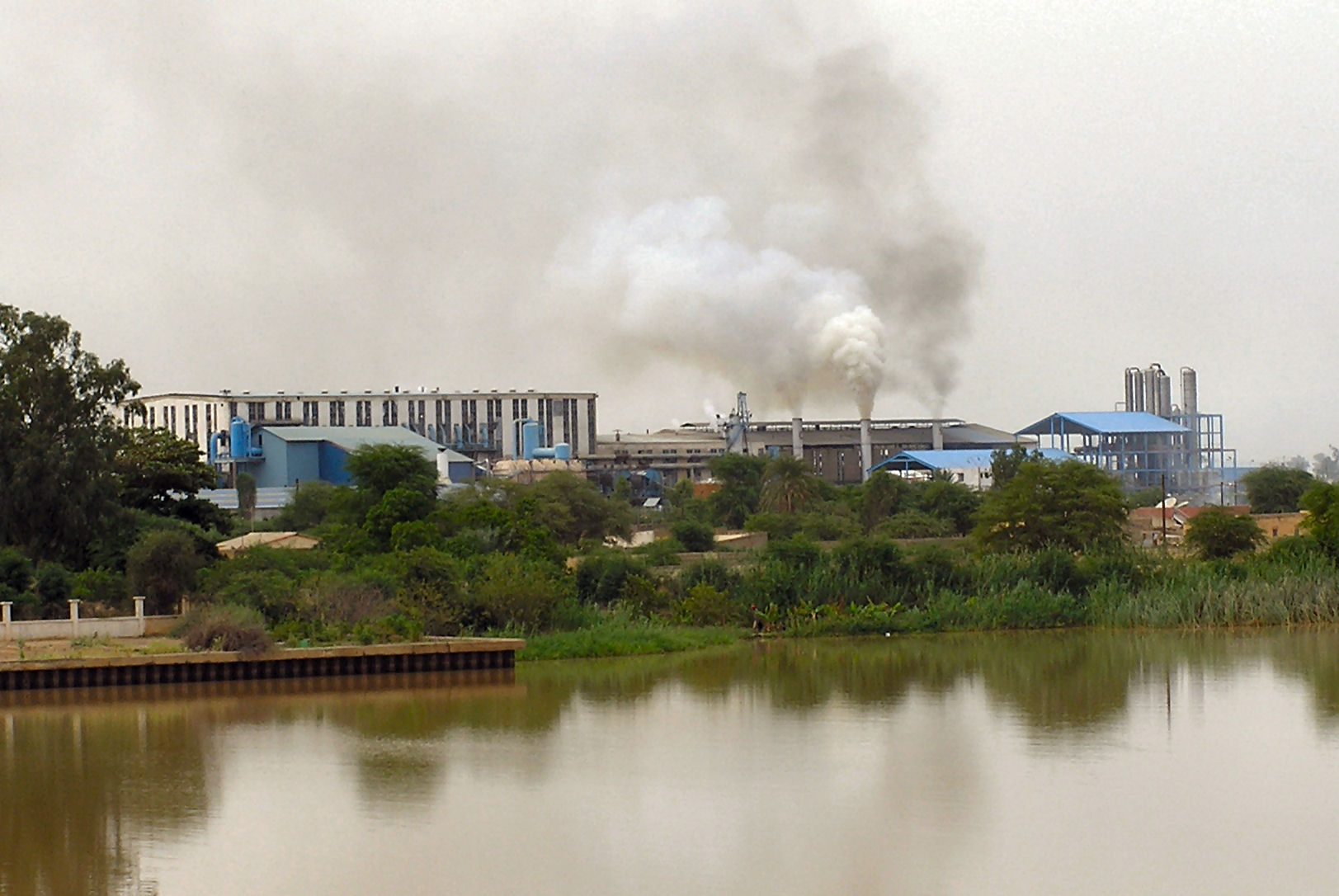
La sucrerie de la CSS

Relativement prospère, l'économie locale repose principalement sur l'industrie de la canne à sucre.
La CSS (Compagnie sucrière sénégalaise) y possède une importante usine de transformation, gère quelque 10 500 hectares de champs de canne, emploie jusqu'à 8 000 personnes et produit chaque année environ 140 000 tonnes de sucre raffiné. Une unité de production de bioéthanol à partir de mélasse issue de la transformation de la canne à sucre y a été inaugurée en novembre 2007 et permet la production de 12 millions de litres de surfin.
Dans la région, grâce à l'irrigation, on produit aussi de la patate, du fonio, du maïs, du chou, de la mangue et de la banane.
L'industrie de son côté fabrique de la toile de coton, de la peinture, du chocolat, du gaz en bouteille, des biscuits ainsi que des produits chimiques.

## Jumelage
Coni (Italie) depuis 1986
Le maire de Coni (ou Cuneo en italien) – une ville du Piémont italien – qui signa cet acte de jumelage s'appelle Elvio Viano.

## Personnalités liées à Richard-Toll
- En 1993, à la suite d'un voyage au Sénégal, Marie Laforêt a composé une chanson dont le titre est Richard Toll.
- Yoro Boly Diao, source principale de la tradition des Wolofs